# فرانک ولف (هنرپیشه)

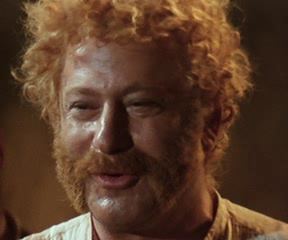

فرانک ولف (انگلیسی: Frank Wolff؛ ۱۱ مهٔ ۱۹۲۸ – ۱۲ دسامبر ۱۹۷۱) بازیگر اهل ایالات متحده آمریکا بود.

## گزیده فیلمشناسی
از فیلم‌ها یا برنامه‌های تلویزیونی که وی در آن نقش داشته است می‌توان به آثار زیر اشاره کرد.
- آمریکا، آمریکا (۱۹۶۳)
- روزی روزگاری در غرب (۱۹۶۸)
- هنگامه کرکس‌ها (۱۹۶۷)
- سکوت بزرگ (۱۹۶۸)
- کالیبر ۹ (۱۹۷۲)
- زنان سیری‌ناپذیر (۱۹۶۹)
- سرسخت و مقتدر (۱۹۶۹)
- سالواتوره جولیانو (۱۹۶۲)
- جودیت (فیلم ۱۹۶۶) (۱۹۶۶)
- لیبرتین (فیلم ۱۹۶۸) (۱۹۶۸)
- وحشی سواران (۱۹۶۸)
- اطلس (فیلم) (۱۹۶۱)
- اگه خدا ببخشه من نمی‌بخشم (۱۹۶۷)